# Raymond Kreder
Raymond Kreder (La Haya, 29 de noviembre de 1989) es un ciclista neerlandés que fue profesional entre 2011 y 2024. Su hermano mayor Michel al igual que su primo Wesley también fueron ciclistas profesionales.

## Biografía
En la categoría junior logró varios podios en los campeonatos nacionales de pista, en pruebas como la carrera por puntos, keirin y scratch.
En 2009 pasó al equipo estadounidense Holowesco Partners Team, equipo amateur y filial del Garmin dedicado a la formación de ciclistas jóvenes. En 2010, logró una 9.ª posición en la París-Roubaix sub-23 y a partir de agosto pasó como aprendiz al equipo ProTour (Garmin-Transitions esa temporada), donde en octubre obtuvo se colocó 7.º en la Binche-Tournai-Binche.
Retornó al equipo filial en 2011, que esa temporada dejó de ser amateur para ser equipo Continental y llamado Chipotle Development Team. Lo más destacado de la temporada fue un 5.º puesto de etapa en la Vuelta a Portugal.
En 2012 volvió al equipo ProTour y logró su primera victoria oficial en mayo cuando ganó la 2.ª etapa de la Vuelta a Noruega.
Al finalizar el año 2024 puso fin a su carrera.

## Palmarés
2012
- 1 etapa del Tour de Noruega

2014
- Velothon Berlin
- 1 etapa del Tour de l'Ain

2018
- 1 etapa del Tour de Tochigi
- 1 etapa del Tour de Tailandia[2]
- 1 etapa del Tour de Corea

2019
- Tour de Tochigi, más 1 etapa
- 1 etapa del Tour de Japón
- 1 etapa del Tour de Corea
- 1 etapa del Tour de Hokkaido[3]

2022
- 1 etapa del Tour de Japón
- 1 etapa del Tour de Taiwán

## Resultados en Grandes Vueltas
| Carrera | Carrera         | 2011 | 2012  | 2013 | 2014 | 2015 | 2016 | 2017 | 2018 | 2019 | 2020 | 2021 | 2022 | 2023 | 2024 |
| ------- | --------------- | ---- | ----- | ---- | ---- | ---- | ---- | ---- | ---- | ---- | ---- | ---- | ---- | ---- | ---- |
|         | Giro de Italia  | —    | —     | —    | ―    | ―    | —    | —    | —    | ―    | ―    | —    | —    | —    | ―    |
|         | Tour de Francia | —    | —     | —    | ―    | ―    | —    | —    | —    | ―    | ―    | —    | —    | —    | ―    |
|         | Vuelta a España | —    | 172.º | —    | ―    | ―    | —    | —    | —    | ―    | ―    | —    | —    | —    | ―    |

—: no participa
Ab.: abandono

## Equipos
- Holowesco Partners Team (2009-2010)
- Chipotle (2011)
- Garmin-Sharp (2012-2014)
- Roompot (2015-2017)
  - Roompot Oranje Peloton (2015-2016)
  - Roompot-Nederlandse Loterij (2017)
- Team Ukyo (2018-2023)
  - Team Ukyo (2018-2022)
  - JCL Team Ukyo (2023)
- Kinan Racing Team (2024)